# Сторі (округ, Невада)
Шаблон:StateAbbr_ 39°27′ пн. ш. 119°32′ зх. д. / 39.45° пн. ш. 119.53° зх. д.
Округ Сторі (англ. Storey County) — округ (графство) у штаті Невада, США. Ідентифікатор округу 32029.

## Історія
Округ утворений 1861 року.

## Демографія
За даними перепису
2000 року
загальне населення округу становило 3399 осіб, зокрема міського населення було 203, а сільського — 3196.
Серед мешканців округу чоловіків було 1762, а жінок — 1637. В окрузі було 1462 домогосподарства, 969 родин, які мешкали в 1596 будинках.
Середній розмір родини становив 2,74.
Віковий розподіл населення поданий у таблиці:
| Стать    | До 15 років | 15-21 | 22-29 | 30-39 | 40-49 | 50-65 | 65-85 | Понад 85 |
| -------- | ----------- | ----- | ----- | ----- | ----- | ----- | ----- | -------- |
| Чоловіки | 302         | 121   | 76    | 217   | 364   | 460   | 215   | 7        |
| Жінки    | 232         | 112   | 93    | 232   | 332   | 412   | 199   | 25       |

## Населенні пункти округу
- Вірджинія-Сіті
- Ґолд-Гілл
- Ґілпін
- Девілс Ґейт
- Дейтон
- Кларк
- Локвуд

## Суміжні округи
- Вошо — північ
- Лайон — південний схід
- Карсон-Сіті — південний захід